# Храм Пиетас
Храм Пиетас (лат. Aedes Pietatis, также Храм Благочестия) ― ныне утраченное древнеримское культовое сооружение, посвящённое в честь богини Пиетас, воплощения благочестия. Храм располагался в районе Forum Holitorium («Овощной рынок»), в IX округе Рима. 

## История
Постройка храма началась по инициативе консула Манием Ацилием Глабрионом после его триумфа в битве при Фермопилах в Антиоховой войне в 191 году до н.э. Сооружение было построено и посвящено богине Пиетас в 181 году до н.э. Будучи дуумвиром, Маний Ацилий-младший поставил в храме Пиетас на Овощном рынке золочёную статую своего отца, которая при этом стала первой золочёной статуей во всей Италии.
На территории Forum Holitorium находилась Columna Lactaria: одна греческая легенда гласит, что здесь же однажды был заключён в тюрьму отец, чья дочь которого приходила к нему и питала его своим молоком, чтобы тот не умер от истощения в заключении. Эта легенда позже начала ассоциироваться с самим храмом.
Храм Пиетас стоял на восточной окраине района, позже занятого Театром Марцелла, и был разрушен Юлием Цезарем в 44 г. до н.э., когда начались подготовительные работы к строительству театра .